# Dongmenxiang (ort i Kina, Hunan Sheng, lat 25,53, long 111,61)
Dongmenxiang är en ort i Kina. Den ligger i provinsen Hunan, i den södra delen av landet, omkring 330 kilometer sydväst om provinshuvudstaden Changsha. Antalet invånare är 12 610. Befolkningen består av 6 095 kvinnor och 6 515 män. Barn under 15 år utgör 22,0 %, vuxna 15-64 år 69 %, och äldre över 65 år 7,0 %.
Runt Dongmenxiang är det tätbefolkat, med 257 invånare per kvadratkilometer. Närmaste större samhälle är Daojiang, 2,9 km väster om Dongmenxiang. Trakten runt Dongmenxiang består till största delen av jordbruksmark.
Genomsnittlig årsnederbörd är 2 044 millimeter. Den regnigaste månaden är maj, med i genomsnitt 302 mm nederbörd, och den torraste är oktober, med 49 mm nederbörd.